# Pedro Ortiz de Zárate
Pedro Ortiz de Zárate y Mendieta o simplemente Pedro de Zárate (Orduña, ca. 1500 - Lima, 1547) fue un licenciado en leyes y magistrado español. Se desempeñaba como alcalde mayor de Segovia cuando fue nombrado como uno de los cuatro oidores de la primera Real Audiencia de Lima en 1543, por lo cual pasó a América.  Es el protagonista de una de las más célebres tradiciones de Ricardo Palma, titulada «Los tres motivos del oidor».

## Biografía
Pedro Ortiz de Zárate  había nacido en Orduña —único centro de población que desde el siglo XV ostentaba el título de ciudad dentro de Señorío de Vizcaya de la Corona de Castilla— hacia el año 1500, siendo hijo del capitán Lope Ortiz Mendieta y Sáenz de Angulo y de Juana Hernández de Zárate. Como en dicha ciudad hubo un incendio en 1535 que la afectó en gran parte, se ha perdido mucha información sobre personas nacidas allí.
Cuando su hermana Lucía de Mendieta y Zárate quedó embarazada de un noble llamado Diego López de Ochandiano y Hunciano, Pedro Ortiz de Zárate se dedicó a la crianza de su sobrino, nacido también en Orduña en 1528. El Registro eclesiástico de ese niño se había perdido en el incendio de 1535 — y nunca se sabrá con cuál nombre lo bautizaron y la fecha exacta — pero cuando su madre se unió en matrimonio con Martín de Garay reconoció al niño como propio, y así es que el sobrino de Pedro adoptó el apellido de su padrastro, pasando a llamarse Juan de Garay aunque ostentara el blasón de Ochandiano, de su verdadero padre.  Este Juan de Garay posteriormente se destacó como colonizador de Río de la Plata.
Pedro Ortiz de Zárate se desempeñaba como alcalde mayor de Segovia cuando fue nombrado Oidor de la primera Real Audiencia de Lima el 1 de marzo de 1543, junto con Diego Vásquez de Cepeda, Juan Lissón de Tejada y Juan Álvarez. De todos ellos era el magistrado más ecuánime y honrado.
Se embarcó en Sanlúcar de Barrameda, con el resto de oidores y con Blasco Núñez Vela, que fuera nombrado primer virrey del Perú y presidente de la Audiencia. Le acompañaba también su sobrino Juan de Garay, que apenas era un adolescente. Realizaron la travesía del océano  Atlántico y tras arribar a Nombre de Dios, cruzaron todos el istmo panameño hasta llegar a Panamá.
El flamante virrey, que iba dispuesto a hacer cumplir las llamadas Leyes Nuevas, decidió adelantar su viaje a Lima para tomar posesión del gobierno. Ortiz de Zárate le recomendó que actuara mansamente y que no aplicase esas leyes mientras no tuviese exacto conocimiento de los hombres del Perú (23 de enero de 1544). Pero el virrey no le hizo caso y se mostró intransigente en hacer cumplir las leyes.
Al lado del resto de los oidores Ortiz de Zárate zarpó de Panamá y desembarcó en Tumbes, continuando el viaje por tierra hacia Lima. Pero por hallarse ya viejo y achacoso, permaneció algún tiempo en Trujillo mientras sus colegas continuaban el trayecto. Ya recuperado, continuó el viaje a Lima y recién con su llegada pudo instalarse la Audiencia. Quiso al principio actuar en coherencia con el virrey, pero cuando este dio muerte injusta al factor Illán Suárez de Carbajal, e incluso amenazó de muerte a otros prominentes vecinos, dejó de concurrir a las deliberaciones de los oidores.
Cuando los demás oidores acordaron poner en prisión al virrey y enviarlo de vuelta a España, se opuso a tal extrema medida; asimismo, no quiso firmar la provisión que convertía a Cepeda en Presidente de la Audiencia, gobernador y capitán general del Perú.
Embarcado el virrey y ocupada Lima por las tropas de Gonzalo Pizarro, se negó a firmar la provisión que nombraba a dicho caudillo como gobernador y capitán general, pero finalmente lo hizo, dejando constancia de que actuaba contra su voluntad solo para evitar mayores males. El escritor Ricardo Palma evocó este episodio en una de sus más conocidas tradiciones, titulada «Los tres motivos del oidor » y pone en boca del viejo oidor que todas sus razones para claudicar se resumían en una sola: el miedo. Lo mismo arguyó cuando fue forzado a consentir que su hija se casara con un hermanastro del caudillo rebelde. Todos estos sinsabores agravaron más su enfermedad y falleció a los pocos días de haber tomado unos supuestos polvos medicinales que le dio Gonzalo Pizarro.